# Gouttière unciformienne
La gouttière unciformienne (ou gouttière uncibullaire ou hiatus semi-lunaire ou gouttière infundibulaire) est une rainure de l'os ethmoïde en forme de croissant située dans la paroi latérale de la cavité nasale juste en dessous de la bulle ethmoïdale. Elle prolonge l'infundibulum ethmoïdal.

## Description
La gouttière unciformienne est délimitée en bas et en avant par le bord concave du processus unciforme de l'os ethmoïde, en haut par la bulle ethmoïdale et en arrière par la cornet nasal moyen.
C'est l'emplacement des ouvertures du sinus maxillaire.
Il débouche dans l'infundibulum du canal frontonasal qui draine le sinus frontal.
Les cellules ethmoïdales antérieures du sinus ethmoïdal s'ouvrent également dans la partie antérieure de l'infundibulum.
L'ostium du sinus maxillaire s'ouvre en arrière dans cette rainure et c'est le plus grand ostium du hiatus semi-lunaire.

### Variation
Chez un peu plus de 50 % des sujets, la gouttière unciformienne est directement en continuité avec le conduit frontonasal depuis le sinus aérien frontal. Cependant, lorsque l'extrémité antérieure du processus unciforme fusionne avec la partie antérieure de la bulle, cette continuité est interrompue et le canal frontonasal se draine alors directement dans l'extrémité antérieure du méat nasal moyen.